# Mleko wielbłądzie

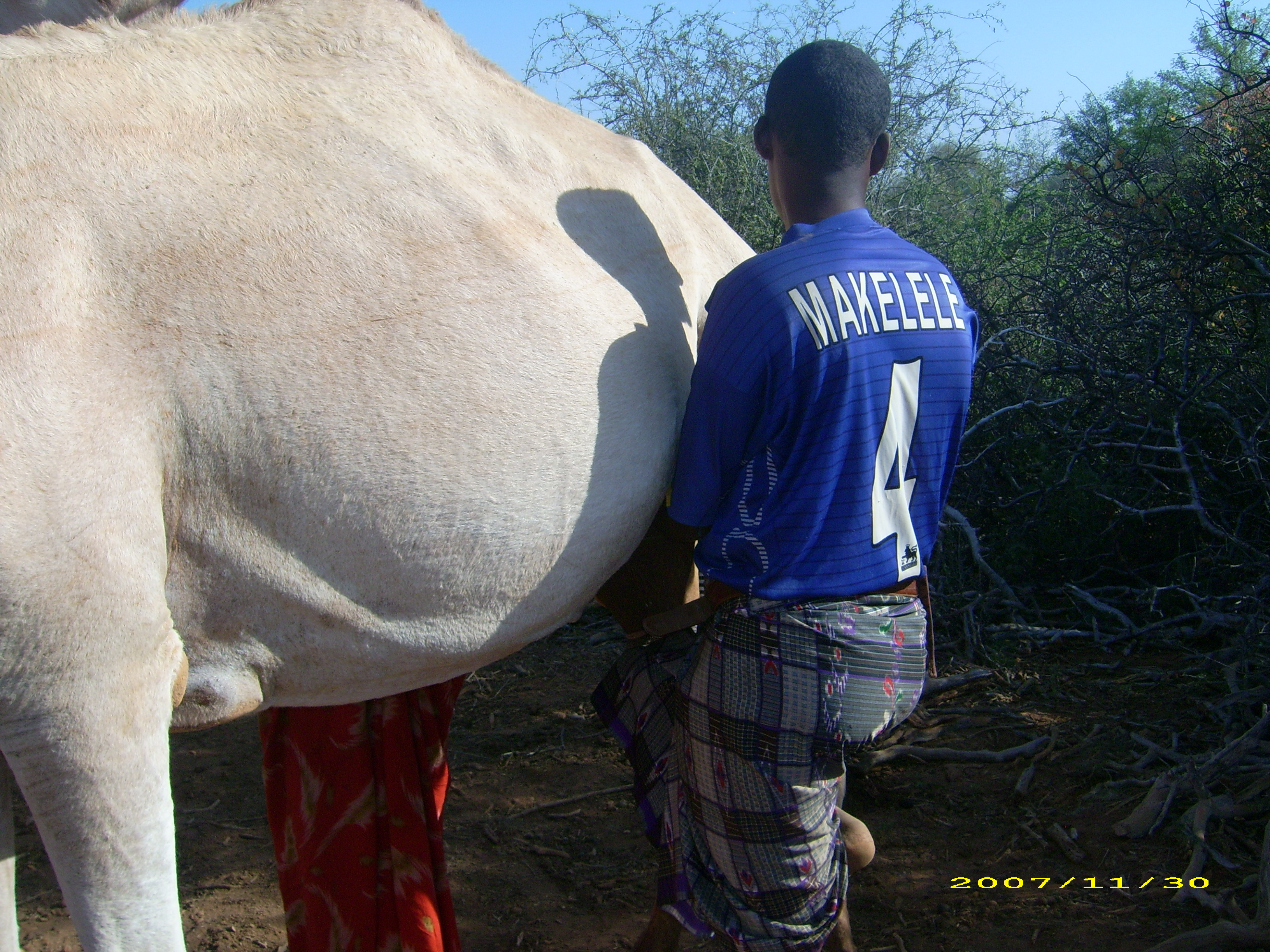
Dojenie wielbłądzicy

Mleko wielbłądzie – mleko pozyskiwane od samic wielbłądów. 

## Właściwości
Właściwości mleka wielbłądziego są bardzo zależne od warunków hodowli, pożywienia, dostępu do wody itp. zwierząt żyjących często w bardzo trudnych warunkach naturalnych, co bardzo utrudnia porównania między dromaderami a baktrianami, a także między różnymi populacjami tych samych gatunków.
W podobnych warunkach hodowli zawartość białka i tłuszczu w mleku wielbłądzim jest w przybliżeniu podobna do mleka krowiego, ale zawiera trzy razy więcej witaminy C. Nadaje się jako zamiennik mleka dla ludzi mających alergię na mleko krowie. Około 4 litrów wielbłądziego mleka zaspokaja dzienne potrzeby energetyczne człowieka, a także jego zapotrzebowanie na białko.
W przeciwieństwie do krów i kóz, wielbłądy są w stanie produkować mleko także w porze suchej, nawet podczas okresów całkowitej suszy, a mogą przetrwać tygodnie bez wody (w zależności od wilgotności karmy). Wielbłądy pozbawione wody dają mleko bardziej rozwodnione (91% wody wobec 86% w przypadku zwierzęcia mającego dość wody do picia); takie mleko stanowi cenne źródło wody dla cieląt (i ludzi). Odwodniony wielbłąd produkuje także mleko chudsze, zawierające nieco ponad 1% tłuszczu (normalna zawartość to 3–5,38% tłuszczu dla dromadera i 5,8–6,6% dla baktriana).
Charakterystyczną cechą mleka wielbłądziego jest to, że zawieszony w nim tłuszcz ma postać bardzo drobnych kuleczek, co utrudnia (choć nie uniemożliwia) jego separację, przez co produkcja masła i sera jest bardzo pracochłonna i trudna. 

## Znaczenie ekonomiczne
Porównując rozmaite kultury, w których hoduje się wielbłądy, mleko jest najważniejszym produktem spożywczym pozyskiwanym od tego zwierzęcia. Po ocieleniu, baktriany dają mleko przez 14 do 16 miesięcy, dromadery – przez 12 do 20 miesięcy. Jest to szczególnie ważne w regionach suchych, gdzie kozy i krowy można doić o połowę krócej. W celu przedłużenia laktacji stosuje się różne zabiegi, łącznie z podstawianiem klaczy, która straciła cielę, innego cielęcia okrytego skórą padłego zwierzęcia.
Dojenie wielbłądów wymaga większego nakładu pracy niż dojenie krów. Wielbłąd dwugarbny daje 5 litrów mleka na dzień, natomiast wielbłąd jednogarbny średnio 20 litrów dziennie. Kilkukrotne dojenie w ciągu dnia wpływa na zwiększenie produkcji mleka. W Afryce Wschodniej wielbłądy dają 3,5–4 litry mleka w porze suchej, a do 10 l w porze wilgotnej, kilkukrotnie więcej niż krowy (odpowiednio: nie więcej niż 0,2 l i  1 l); w Kenii wielbłądzice dają dwa razy więcej mleka niż krowy, a dziewięć razy więcej niż kozy hodowane w tych samych warunkach.
W Indiach spożywane jest (zazwyczaj świeże) wyłącznie przez kastę hodowców wielbłądów, zwanych Raika; dla pozostałych Hindusów jest zazwyczaj tabu i nie znajduje się w obrocie handlowym. Dla wielu ludów afrykańskich stanowi z kolei jeden z najważniejszych elementów diety, pokrywając większość dziennego zapotrzebowania energetycznego (60% w przypadku Masajów, 60–70% dla ludów Borana, a nawet 75% dla Rendille). W Kazachstanie, gdzie mleko i jego przetwory stanowią do 90% diety, ok. 1/3 z tego pochodzi od wielbłądów. W Turkmenistanie i Kazachstanie popularne jest kwaśne mleko wielbłądzie, zwane odpowiednio çal i szubat.
Wielbłądzie mleko przypomina w smaku świeże mleko krowie. Dotychczas miało tylko lokalne znaczenie ekonomiczne. Na skalę przemysłową jest produkowane głównie w krajach arabskich w Afryce Północnej i południowo-zachodniej Azji oraz w Indiach i Pakistanie. Dojenie mechaniczne jest praktykowane w Kazachstanie i Arabii Saudyjskiej. W Zjednoczonych Emiratach Arabskich oraz Omanie mleko wielbłądzie jest dostępne w dużych supermarketach. Produkuje się z niego lody, napój mleczny z daktylami, sery i inne wyroby.